# Mitraillette Kelly
Mitraillette Kelly (titre original : Machine Gun Kelly) est un film américain réalisé par Roger Corman, sorti en 1958.

## Synopsis
Inspiré de la vie du gangster George R. Kelly, qui sévit pendant la Grande Dépression, ce film de série B, tourné en huit jours, est une des réussites incontestables de Corman, cinéaste inégal s'il en fut. Tourné en noir et blanc, sur une musique frénétique, bénéficiant d'excellents dialogues, le film doit énormément à son couple-vedette  : Susan Cabot, habituée des productions Corman, comédienne piquante qui campe la fiancée dominatrice du malfrat, et un Charles Bronson de 36 ans dans le rôle-titre. L'acteur sort de son stéréotype pour ce personnage de couard superstitieux et vantard, qui se dégonfle piteusement devant un puma en cage, et finit par se rendre sans même tirer un coup de feu. C'est tout l'intérêt de « Mitraillette Kelly » de décrire un gangster sans le magnifier, sans même en faire un antihéros. Kelly n'est qu'un minable, un lâche, qui n'est rien sans son arme fétiche.
Le film connut une nouvelle exclusivité dans les années 1970, lors du vedettariat européen de Bronson, quand il ressortit en salles avec un nouveau matériel publicitaire.

## Fiche technique
- Titre : Mitraillette Kelly
- Titre original : Machine-Gun Kelly
- Réalisation : Roger Corman
- Scénario : R. Wright Campbell
- Production : Roger Corman
- Musique : Gerald Fried
- Photographie : Floyd Crosby
- Montage : Ronald Sinclair
- Pays de production : États-Unis
- Genre : biopic
- Durée : 84 minutes
- Date de sortie : 
  - États-Unis : mai 1958

## Distribution
- Charles Bronson :  George R. Kelly
- Susan Cabot : Flo
- Morey Amsterdam : Fandango
- Frank DeKova : Harry
- Jack Lambert : Howard
- Barboura Morris : Lynn
- Wally Campo : Maize
- Bob Griffin : Vito
- Richard Devon : Apple
- Ted Thorp : Teddy
- Mitzi McCall : Harriet